# Будинок Чорноярової

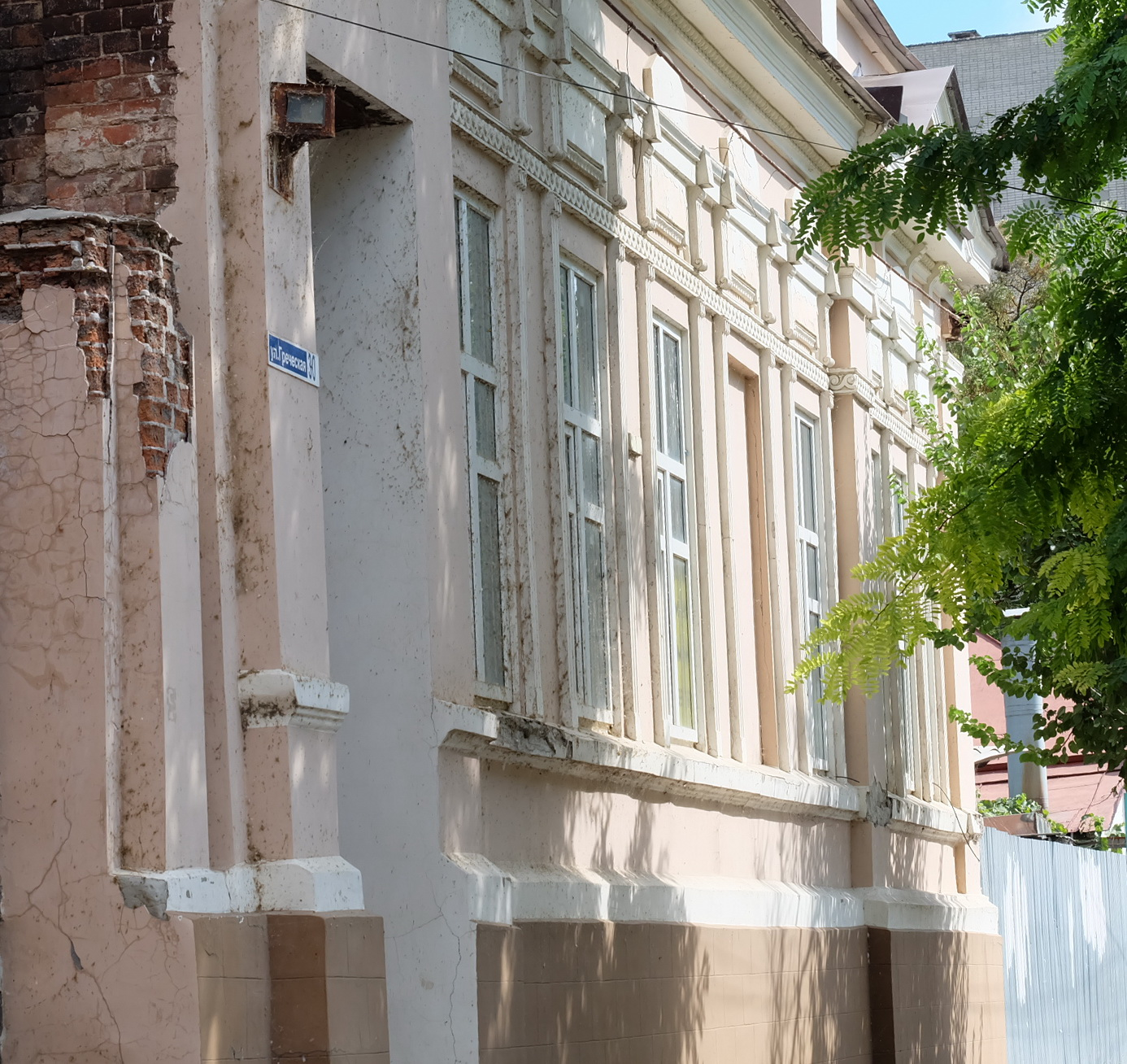

Будинок Чорноярової (рос. Дом Чернояровой) — старовинний особняк у Таганрозі (вул. Грецька, 30). Будівля належить до об'єктів культурної спадщини РФ регіонального значення (Рішення Малої Ради облради № 301 від 18.11.1992).

## Історія будинку
Одноповерховий будинок на вулиці Грецькій, 30 в місті Таганрозі Ростовської області побудований у другій половині ХІХ століття. Наприкінці ХІХ — початку ХХ століття, починаючи з цього будинку і далі, до самого до Палацового провулка, права сторона Грецької вулиці стала забудовуватися капітальними будівлями у відповідності з рекомендаціями із Зібрання фасадів Його Імператорської Величності, якнайкраще апробованих для приватних будівель в містах Російської імперії.
Відомі власники та мешканці будинку. Будинок по Грецькій вулиці, 30 до Жовтневої революції був власністю дружини дворянина Ольги Миколаївни Чорноярової. Її чоловік, Олексій Федорович, відставний генерал-майор, помер 20 травня 1910 року у віці 80 років від запалення сліпої кишки. Відспіваний в Успенському соборі.
У роки радянської влади будинок націоналізовано. В даний час будівля звільнена господарями і знаходиться у продажу.

## Архітектурні особливості
Будинок на вулиці Грецькій, 30 має п'ять вікон з фасаду. Будинок цегляний, асиметричної конструкції, має двосхилий дах, бічні стіни мають вікна без прикрас. Цоколь будівлі пофарбований у темнокричневий колір, перший поверх — у світлокоричневий, дрібні архітектурні елементи виділені білим кольором. Будівля має міжповерховий карниз, що увінчує карниз із зубчиками. Три правих вузьких вікна прикрашені пілястрами, прямокутними сандриками, над вікнами виділяється трикутний фронтон і аттик. Фасад будівлі оштукатурений, його бічні стіни, викладені червоною цеглою, відкриті.
Над парадним входом також зроблені фігурні сандрики. В'їзд у двір зроблений ліворуч через металеві ворота.